# Пушкинская, 10 (альбом)
«Пушкинская, 10» — двадцатый альбом группы «Аквариум», в который вошли песни, записанные за предшествовавшие годы, но не вошедшие в другие студийные альбомы по причине их несоответствия общей концепции. 

## История
Альбом был назван в честь одноимённого арт-центра.
Альбом распространяется через сайт Круги.ру с 13 октября по традиционной для Кругов схеме «Заплатите столько, сколько считаете возможным и необходимым» (по этой схеме распространялся и предыдущий альбом «Лошадь белая»).
Официальная дата выхода полного альбома на CD — 15 октября 2009 года. Первые 2 песни (preview), выложенные 2 октября — «Вятка — Сан-Франциско» и «День Радости».
Презентация альбома состоялась на концертах группы «Аквариум» 15 октября 2009 года в петербургском клубе «Зал Ожидания» и 23 октября 2009 года в московском клубе «Б1».
В 2010 году музыкальный портал Fuzz включил альбом «Пушкинская, 10» в список лучших отечественных альбомов 2009 года.

## Участники записи
- БГ — вокал и гитара
- Борис Рубекин — аудиосинтез, пение хором и звуковое ландшафтирование с применением технических средств
- Алик Потапкин — организация ритмических структур
- Игорь Тимофеев — 6-струнные технологии улучшения жизни и дутье в трубы из ценных металлов, пластика и дерева
- Андрей Суротдинов — скрипичные
- Саша Титов — низкочастотная функция (и Владимир Кудрявцев на 1, 3, 7 и Андрей Светлов на 4)
- Олег Гончаров (Северный Индеец Онно) — варган (1)
- Олег Шар — перкуссивные циклические морфы
- Группа «Арго» (Йошкар-Ола) (2)
- Хор Дениса Розова (4)
- Reverend Gary Lucas (6)
- Дживан Гаспарян — дудук (7)
- Брайан Финнеган — флейта (11)
- Оркестр No.1 — струнные партии
- Звукозаписыватель и темброуловитель — Б. Рубекин
- К записи многих песен приложил руку А. Докшин
- Соver art — БГ/Владимир Забавский
- Фото — Максим Зурабиани
- Изографы — брат Владимир, брат Марк

## Список композиций
Музыка и текст во всех песнях — Борис Гребенщиков, кроме специально отмеченных.
1. Вперёд, Бодхисаттва (М. Науменко) — 4:25
2. Как стать Таней — 3:03
3. Песня на день рождения Джорджа (Б. Гребенщиков — А. Гуницкий) — 3:23
4. Теорема Шара — 3:44
5. Вятка — Сан-Франциско — 3:35
6. Два поезда — 3:47
7. Обещанный день — 3:36
8. Мария — 5:12
9. Письма с границы (Между светом и тенью) — 3:18
10. Девушки танцуют одни (Б. Гребенщиков, Б. Рубекин — Б. Гребенщиков) — 6:03
11. День радости — 4:11